# Maxim Karlowitsch Kantor

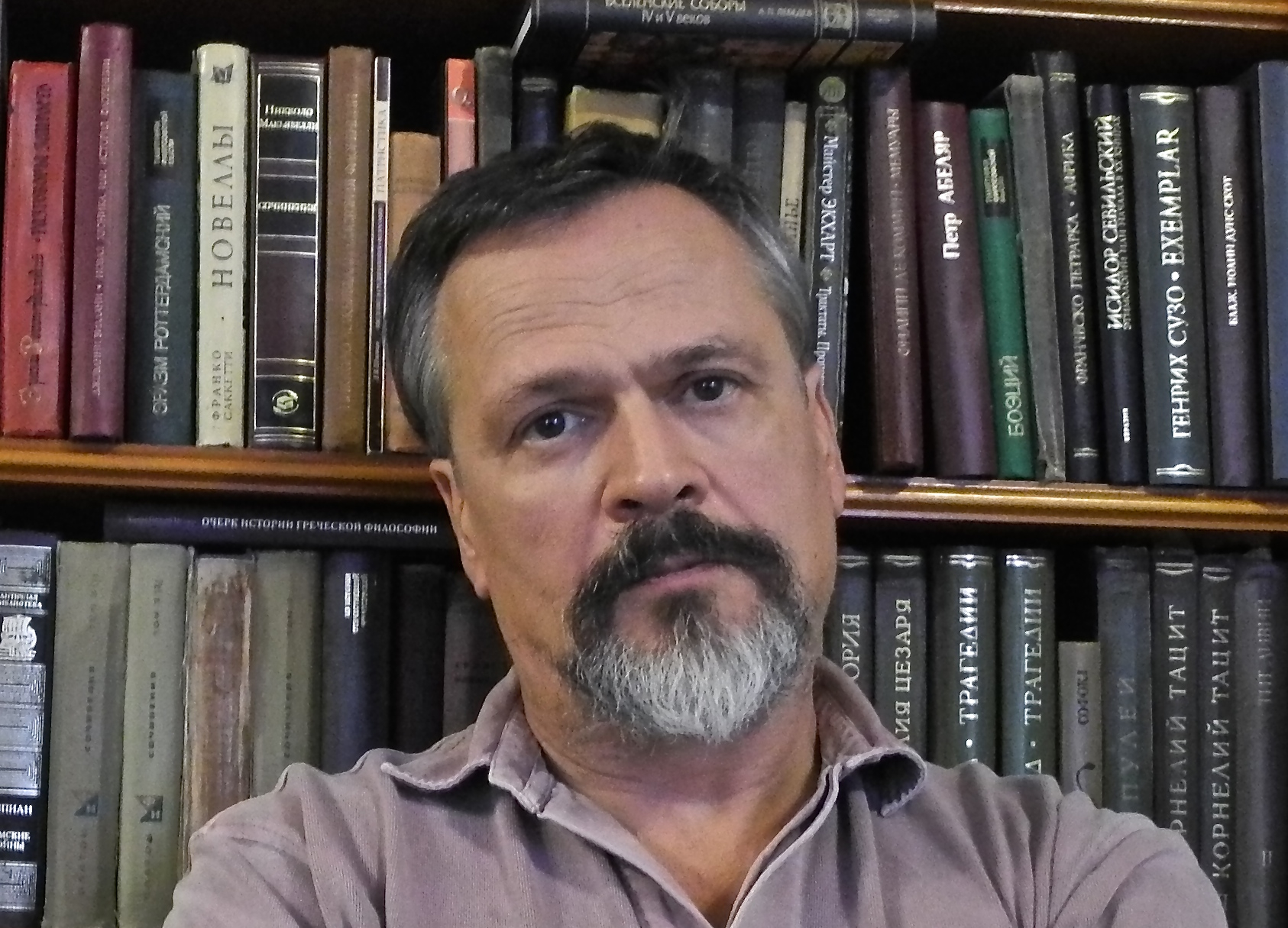
Maxim Kantor, 2016

Maxim Karlowitsch Kantor (russisch Максим Карлович Кантор; * 22. Dezember 1957 in Moskau) ist ein russischer Maler, Grafiker, Schriftsteller und Dramatiker, Essayist und Kunsthistoriker.

## Leben
Maxim Kantor studierte von 1975 bis 1980 am Polygraphischen Institut in Moskau und schloss sein Studium mit dem Diplom ab. Ab 1982 nahm er an Ausstellungen teil. 1983 gründete er eine unabhängige Künstlergruppe, die unter dem Namen Krasny Dom (Das rote Haus) mit Eintages-Ausstellungen im Untergrund bekannt wurde. Die bedeutendste Ausstellung fand 1984 am Philosophischen Institut in Moskau statt. 1997 repräsentierte Kantor die Russische Föderation bei der 47. Biennale di Venezia mit einer Einzelausstellung.
1990 nahm er seine schriftstellerische Tätigkeit auf und veröffentlichte 1993 das Buch „Haus im Niemandsland“. Er hat außerdem fiktionale Werke, Essaysammlungen und Theaterstücke publiziert. Unter seinen Romanen sind das zweibändige Werk „Zeichenlehrbuch“ (Učebnik risovanija) aus dem Jahr 2006 – Finalist des russischen Buchpreises Boljshaja Kniga, Langlist des Russkij Buker – und „Rotes Licht“ (Krasnyj Svet) aus dem Jahr 2013, Finalist des russischen Buchpreises Boljshaja Kniga.
Seine Theaterstücke der Sammlung „Vecher s babuinom“ (Ein Abend mit dem Pavian, 2008, OGI, Moskau) wurden im Theater na Yugo-Zapade und im Dom Architectora in Moskau,  im Theater Komissaryhevskoi in St. Petersburg  sowie in einer Reihe von Provinztheatern aufgeführt.
2014 gründete er die Tourneetheater-Truppe „Robin Hood“. Sein erstes Theaterstück erschien unter dem Namen „Robin Hood und die geistigen Klammern“ in Berlin.
Gemeinsam mit Gidon Kremer realisierte Kantor im Jahr 2015 das der Ukraine gewidmete Videoprojekt „Russland: Gesichter und Masken“, in dem seine Bilder mit der Komposition  Bilder einer Ausstellung von Modest Mussorgsky in Bezug gesetzt werden.
2016 erhielt Kantor den Auftrag über zwei große Wandgemälde für den Hans-Dietrich-Genscher-Saal im Auswärtigen Amt in Berlin, die im Frühjahr 2017 installiert wurden. Kantor erhielt im Jahr 2016 die deutsche Staatsbürgerschaft. Er lebt und arbeitet auf der Ile de Ré (Frankreich), in Berlin und Oxford.

## Malerei und Graphik
Kantor schuf Serien von großen Gemälden, grafischen Arbeiten, Radierungen, Drucken und Portfolios: „Ödland. Ein Atlas“ (2001–2002), „Metropolis. Atlas“ (2003–2004) und „Vulcanus. Atlas“ (2010).  Außerdem Künstlerbücher wie „Die Hermannschlacht“ (2013) nach Heinrich von Kleist. Diese Werke waren immer mit seinen fiktionalen Arbeiten, öffentlichen Statements und Essays verzahnt.

## Romane, Erzählungen, Theaterstücke (Auswahl)
- 1993 – „Haus im Niemandsland“, 21 Erzählungen und 42 Zeichnungen. Sabaschnikov, Moskau, POLLeditionen, Berlin
- 2006 – „Zeichenlehrbuch“ (Učebnik risovanija). OGI, Moskau, Finalist des russischen Literaturpreises Boljshaja Kniga, Longlist des Russkij Buke
- 2013 – „Rotes Licht“ (Krasnyj Svet), bei AST, Moskau; französisch bei Louison, Paris; deutsch Paul Zsolnay Verlag, Wien (2018)[2][3]
- 2016 – „Thistle – Philosophie der Ölmalerei“ „Чертополох – Философия живописи“, AST, Moskau
- 2017 – „Azart“, AST, Moskau

## Zusammenarbeit mit Universitäten, Symposien und Vorträge
Maxim Kantor ist Honorary Fellow des Pembroke College der University of Oxford, Visiting Fellow am St. Anthony’s College und Mitglied des Common Room am Wolfson College in Oxford sowie Visiting Professor an der University of Notre Dame, Indiana, USA. Er hielt Vorträge bei zahlreichen Veranstaltungen von wissenschaftlichen und kulturellen Institutionen und war seit 2012 Teilnehmer an diversen Symposien.

### Symposien
- 2012 – „Vulcano: Kunst und Politik in der Krise der europäischen Ideale“, organisiert mit der Unterstützung der Abteilung für Politik und Internationale Beziehungen der Universität Oxford, fand im Mai 2012 statt und verzahnte sich mit Kantors Ausstellung im Ashmolean Museum. Unter anderen Rednern waren Eric Hobsbawm, Marek Bartelik, Toni Negri, Vittorio Hosle und Timothy Radcliff.
- 2013 –  „Atlantis“ – „Atlantis und Utopia“ im Rahmen der Ausstellung im Palazzo Zenobio, Venedig
- 2014 – „The Rape of Europe“. Graduierteninstitut für Internationale Beziehungen, Genf
- 2016 – „Demokratie als Herausforderung unserer Zeit“ im Europäischen Solidaritätszentrum in Danzig, Polen
- 2018 –  „Das Jüngste Gericht – Von Bosch bis Kantor“, Interdisziplinäres Symposium – Teilnehmer: Eva Blimlinger, Gabriele Geml, Jos Koldeweij, Julia M. Nauhaus, David Priestland und Andrew Teal.

### Vorträge
- 2013 – National University T.G. Shevchenko: „Change of cultural paradigm“
- 2015 – Akademia Ignatium, Kraków: Conference Ex Oriente Lux: Intelligentsia, Church, Conscience in nowadays Russia
- 2015 – University Notre Dame du Lac, Indiana: „Vincent van Gogh: The Meaning of His Art“ – „Honore Daumier and Social Art“ – „Painting in Burgundy“ – „Russia: Empire Upside Down“
- 2016 – Pembroke College, Oxford: „From Van der Weyden to Van Gogh via Bosch“
- 2016 – Hegelwoche 2016 Otto-Friedrich-Universität Bamberg „Das Hässliche im Licht der Schönheit: Malerische Erkundungen“
- 2016 – National Museum Danzig, Department of Ancient Art: The Last Jugement by Hans Memling in the context or the Art of Burgundy from Rogier van der Weyden to Hieronimus Bosch
- 2018 – Wien, Vienna Humanities Festival: „New and Old Demons: Rethinking Power and Evil“ mit Erik Klein; Kreiskyforum of International Dialogue: „Rotes Licht, a strong novel about a violent century“ mit Philipp Blom
- 2019 – Cambridge, Saint Catherine’s College: Origins of oil painting. Renaissance vs Avant-garde

## Einzelausstellungen (Auswahl)

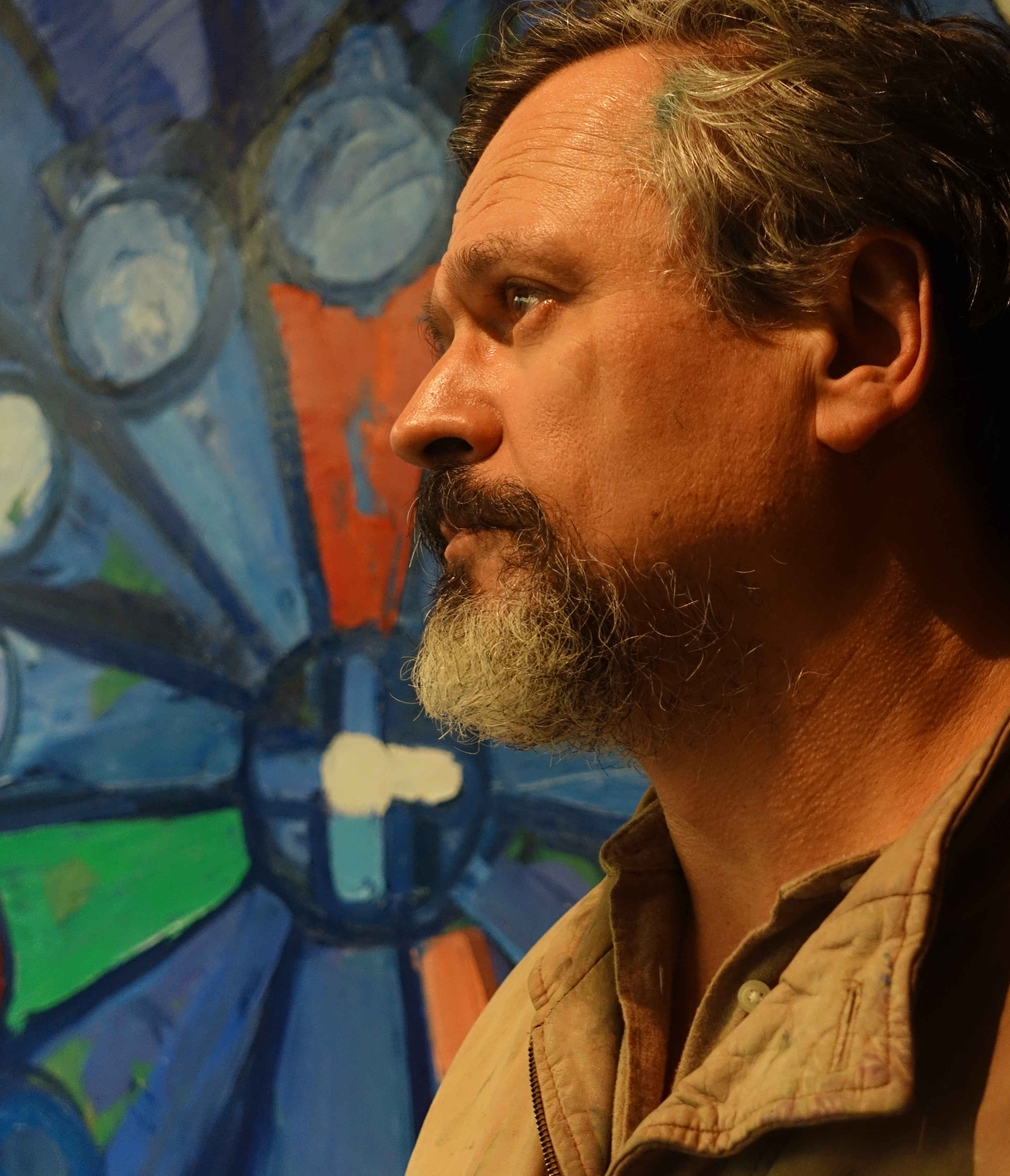
Maxim Kantor, Ausstellung „De l’autre côté. Merry Symbolism“ in der Pfarrkirche Saint Merry, Paris 2017

- 1988  „Szene Moskau“ (mit Igor Ganikowsky), Galerie Eva Poll, Berlin; Museum Hedendaagse Kunst, Utrecht
- 1989  Goethe-Institut, Düsseldorf
- 1989  Landesvertretung der Freien und Hansestadt Hamburg beim Bund, Bonn
- 1990  „Der Apokalypse ins Gesicht sehen“, Kunstmuseum Newport, Rhode Island
- 1990  „Russland, drinnen und draußen“, Haggerty Museum of Art, Milwaukee, Wisconsin
- 1992  „Maxim Kantor – Retrospektive“, Museum Bochum; Zentrale Ausstellungshallen, Moskau
- 1993 „Salle d’Exposition de l’Hotel de Ville“, Colmar
- 1995  „Maxim Kantor – Gemälde 1982–1994“. Wanderausstellung: Tutesall, Luxemburg; Kunstverein Bayreuth; Kunsthalle Berlin; Porin Taidemuseo, Finnland
- 1996  Wanderausstellung: Kunsthalle Rostock; Herning Museum of Contemporary Art, Herning (Dänemark); Musée de Pully (Schweiz); Puschkin-Museum, Moskau; Royal College of Art, London
- 1997  „Criminal Chronicle“, Russischer Pavillon, Biennale von Venedig
- 1997/98  Staatliches Puschkin-Museum, Moskau
- 1998 „Aufstand der Pygmäen“, Galerie der Stadt Stuttgart
- 1998/2000 Ausstellungstournee: Schirn Kunsthalle Frankfurt am Main; Wisconsin, Illinois, Florida, Ulster-Museum, Belfast, Städtisches Museum Luxemburg
- 2001/02  „Ödland – Ein Atlas“: Städelsches Kunstinstitut, Frankfurt am Main; Culturgest, Lissabon; Tretjakow-Galerie; Staatliches Primorsky Museum of Art Vladivostok; Krasnojarsk Museum für Kultur und Geschichte; Museum der Schönen Künste, Novosibirsk; Ulster Museum, Belfast; Tempo Reale, Meran; Art Gallery of South Australia, Adelaide
- 2002/03 Museum Synagoge Gröbzig
- 2003 World Economic Forum, Arts and Culture in Davos
- 2004/07 „New Empire“, Felix-Nussbaum-Haus Osnabrück; Pinacoteca Querini Stampalia, Venedig; Ulster Museum, Belfast; Centre Culturel de Recontre, Abtei Neumünster, Luxemburg; Akademie der Künste, Berlin; Museum Küppersmühle, Duisburg
- Centre Culturel de Rencontre, Abtei Neumünster, Luxemburg
- Togliatti Kunst Museum und Samara Kunst Museum, Russland
- University of Notre Dame Snite Museum of Art, USA
- 2010 Ausstellung des Portfolios „Vulcanus. Atlas“ – House of Architect, Moskau (eintägige Ausstellung)
- 2011 Portfolio „Vulcanus.Atlas“, Blätter und Gemälde – Galerie Nierendorf, Berlin
- 2012 „Maxim Kantor. Vulcanus. Satires dans tuos les sens“ Musée du Montparnasse, Paris
- 2012 „Volcano“ – Ashmolean Museum, Oxford
- 2012 „Maxim Kantor. Paintings and Graphic“, Staatliches Russisches Museum, Sankt Petersburg; Fondazione Stelline, Mailand
- 2013 „Atlantis“ – Collegio Armeno Moorat Raphael, Venedig
- 2016 September–November „Maxim Kantor – Das Neue Bestiarium“, Centre Culturel de Rencontre, Abtei Neumünster, Luxemburg
- 2016 Oktober bis Januar 2017 „Rodyina kontra Imperium“ (Familie gegen Imperium) Nationalmuseum Danzig, Polen
- 2017 Februar–Mai „Maxim Kantor – Das Neue Bestiarium“ Kunsthalle Emden, 2017; Vorstellung im Hans-Dietrich-Genscher-Saal der dafür geschaffenen Werke „Bibliothek“ und „Sturm“, Auswärtiges Amt, Berlin
- 2017 „De l’autre côté. Merry Symbolism“, Pfarrkirche St-Merry, Paris[4]
- 2018 „Bosch & Kantor – Maxim Kantor: Das Jüngste Gericht“, Gemäldegalerie der Akademie der bildenden Künste, Wien

## Werke in öffentlichen Sammlungen (Auswahl)
- Kunsthalle Emden, Stiftung Henri Nannen
- Ludwig Forum für Internationale Kunst, Aachen
- Museum Bochum
- Museum Ludwig, Köln
- Sprengel Museum Hannover
- Städel Museum, Frankfurt am Main
- Staatsgalerie Stuttgart
- Strabag Kunstforum, Wien
- British Museum, London
- Musée National d'Histoire et d'Art, Luxembourg
- Tretjakow-Galerie, Moskau
- Puschkin-Museum der bildenden Künste, Moskau
- Art Gallery of South Australia, Adelaide, South Australia
- Bass Museum of Art, Miami Beach,
- Staatliches Kunstmuseum Nowosibirsk, Nowosibirsk
- Ulster Museum, Belfast
- Herzog Anton Ulrich-Museum, Braunschweig
- Staatliches Russisches Museum, Sankt Petersburg
- Pembroke College (Portrait-Gruppe im Common Room), Oxford
- Nationalmuseum Danzig
- Pfarrkirche Saint Merry, Paris
- Pfarrkirche Sankt Dominik, Brüssel
- Hesburgh-Bibliothek der University of Notre Dame, Indiana
- Päpstliche Akademie der Wissenschaften, Vatikanstadt
- Auswärtiges Amt der Bundesrepublik Deutschland, Berlin